# Arquitetura patrimonial de Angra do Heroísmo

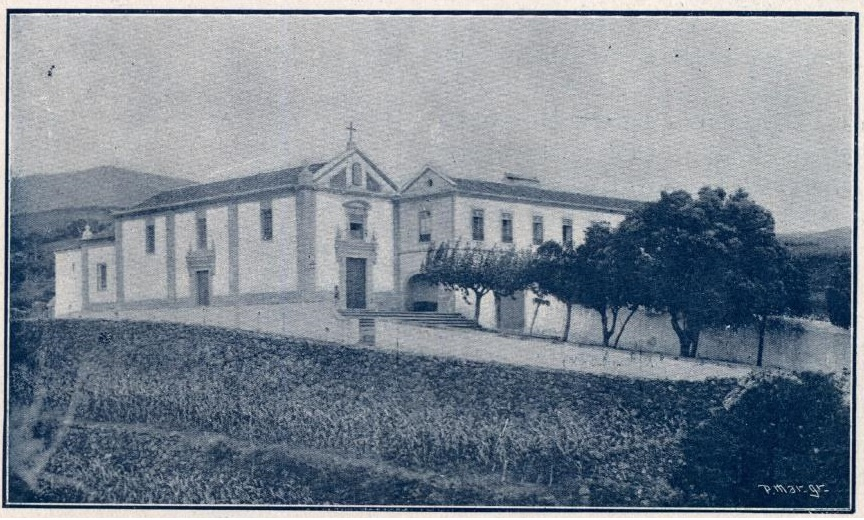
Convento de Santo António dos Capuchos de Angra.

Considera-se como arquitectura patrimonial de Angra do Heroísmo o conjunto de conventos, fortificações, igrejas, palácios, solares, quintas senhoriais, e outras edificações de importância histórica e cultural que remontam, na sua maioria, a datas bastante recuadas, algumas mesmo ao século XVI.
Estas edificações que chegaram aos nossos dias têm como característica a robustez e as linhas retas e claras, e demonstram o poder económico que o estrato mais elevado da população da Terceira dispunha em tempos idos.
Com relação aos solares, palácios e quintas, constituíam-se nas casas senhoriais dos grandes proprietários na ilha, remontando às antigas famílias nobres dos inícios do povoamento. São, em geral, casas elevadas, na sua maioria com dois pavimentos.
Os rendimentos que permitiram essas construções estão ligados ao comércio com as Índias, as Américas e a África. Nomeadamente no século XIX, os grandes lucros com a exportação de laranjas foram uma das fontes que permitiu a edificação desses solares, que se multiplicaram principalmente pelas freguesias da cidade de Angra e seus arredores.
Algumas estão actualmente dedicadas ao turismo de habitação, enquanto que outras mantém-se como moradias, nas mãos da mesma família há séculos, como é o caso do Palácio dos Capitães-Generais, uma edificação cujas origens recuam a 1502 e que está na mesma família há cinco gerações.
A lista que se segue, embora incompleta, compreende os edifícios mais notáveis de Angra e seus arredores:

## Arquitetura civil
- Alto da Memória

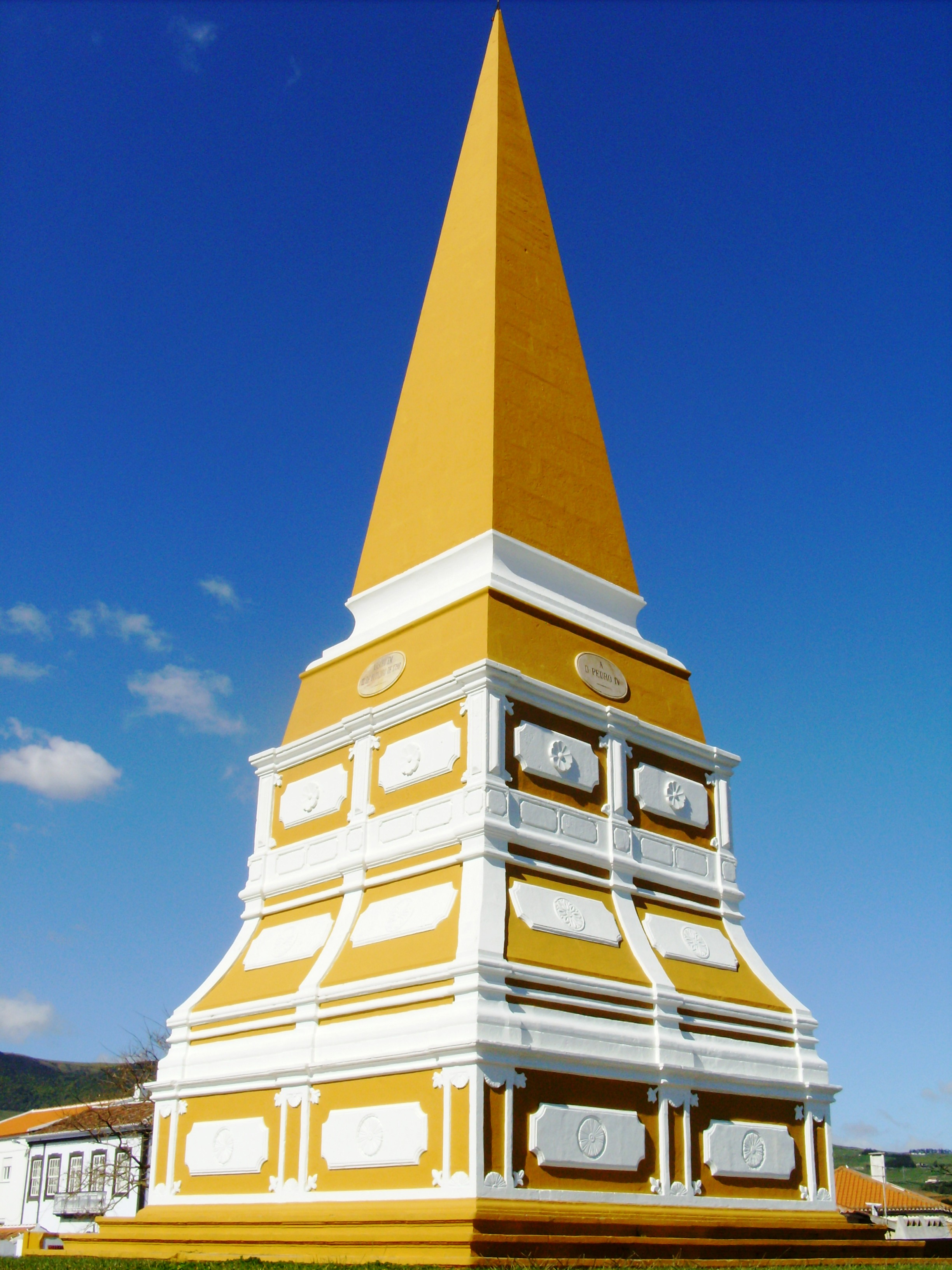
Obelisco no Alto da Memória.

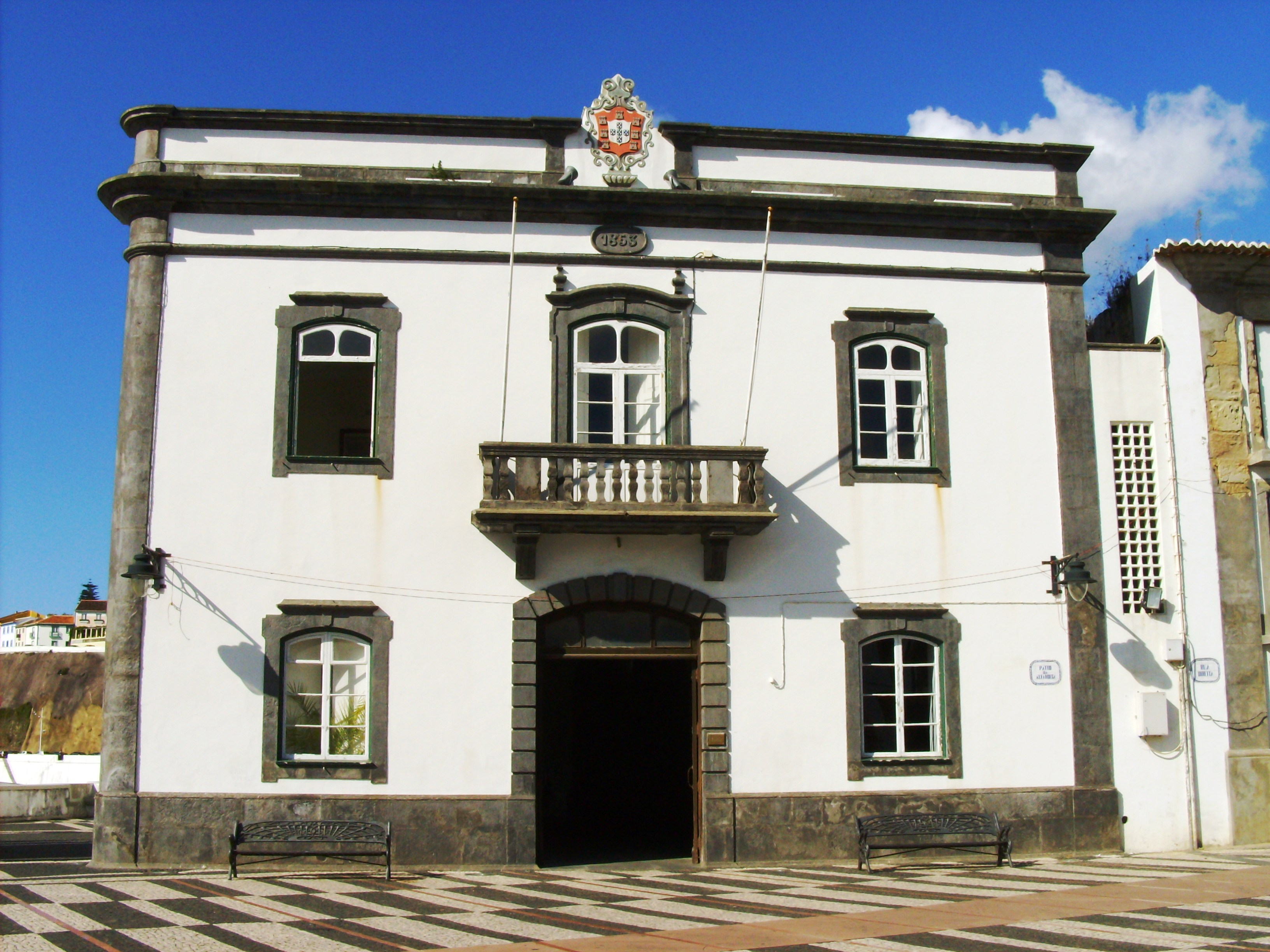
Edifício da antiga Alfândega.

- Cais da Alfândega (Angra do Heroísmo)
- Cais da Silveira
- Centro Cultural e de Congressos de Angra do Heroísmo
- Edifício da Sociedade Recreativa de Nossa Senhora do Pilar – Cinco Ribeiras
- Fontanário armoriado do Rossio da Vila de São Sebastião
- Hospital da Boa Nova - Sé
- Jardim Duque da Terceira
- Miradouro da Amoreira
- Miradouro da Ponta do Queimado
- Miradouro da Serreta
- Miradouro das Veredas
- Miradouro do Pico das Cruzinhas
- Miradouro do Pico Matias Simão
- Moinho de água da Nasce Água - Conceição
- Moinho de água da Ribeira do Frei João - São Sebastião
- Moinho de água de São João de Deus - Santa Luzia
- Moinho de água do Rochão da Cruz - São Sebastião
- Moinho de vento da Canada João Pacheco - Porto Judeu
- Moinho de vento da Ladeira do Alves - Serreta
- Moinho de vento do Cabo do Raminho - Raminho
- Moinho de vento do Outeiro Alto - Doze Ribeiras
- Casa Eco-Museu Dr. Marcelino Moules
- Museu Vulcanoespeleológico Machado Fagundes
- Antigo Paço Episcopal de Angra do Heroísmo, actualmente os Paços da Junta Geral - Sé
- Palácio de Santa Catarina - Paço Episcopal do Pico da Urze – Pico da Urze
- Paços do Concelho de Angra do Heroísmo - Sé
- Paço Episcopal de Angra do Heroísmo
- Palacete Silveira e Paulo - Conceição
- Palácio Bettencourt - Sé
- Palácio de São Pedro (Solar do conde Sieuve de Meneses) - São Pedro
- Palácio dos Capitães-Generais (Angra do Heroísmo) e Igreja de Nossa Senhora do Carmo (Igreja do Colégio) - Sé
- Parque de Campismo das Cinco Ribeiras
- Porto das Cinco Ribeiras
- Quinta da Boa Hora (família Barcelos) - Terra Chã
- Quinta da Estrela (família Jácome de Bruges Bettencourt) - Caminho de Baixo, São Pedro
- Quinta do Espírito Santo (família Maduro-Dias) - São Bartolomeu
- Quinta de Nossa Senhora do Rosário (família Barcelos) - Terra Chã
- Quinta do Leão - São Pedro
- Quinta de Santa Luzia (família Noronha) - Terra Chã
- Quinta de São Diogo (família Belerique) - São Mateus
- Quinta dos Barcelos (família Barcelos)
- Quinta dos Carvões (família Carvão) - São Mateus
- Quinta de Villa Maria - São Pedro
- Quinta dos Simões (família Simões) - Terra Chã
- Quinta das Mercês - São Mateus da Calheta
- Quinta do Martelo
- Quinta da Nasce Água
- Ribeira dos Moinhos (Angra do Heroísmo)
- Seminário Episcopal de Angra
- Solar da Madre de Deus e capela - Santa Luzia
- Solar de D. Violante do Canto - Sé
- Solar de Nossa Senhora dos Remédios (Solar do Provedor das Armadas) e Ermida de Nossa Senhora dos Remédios (Angra do Heroísmo) - Conceição
- Solar de Santa Catarina e capela anexa
- Solar dos Baldaias - Sé
- Solar dos Carvalhais - Sé
- Solar dos Carvalhais - São Pedro
- Solar dos Castro - Caminho de São Pedro
- Solar dos Corvelos - Caminho para Belém
- Solar dos Meireles - São Pedro
- Solar dos Ornelas - São Pedro
- Solar dos Parreiras - Caminho de Baixo, São Pedro
- Solar dos Parreiras - À Silveira
- Solar Merens de Távora - São Mateus
- Solar do Conde de Vila Flor
- Solar dos Vieiras
- Teatro Angrense - Sé

## Arquitetura militar
- Castelo dos Moinhos

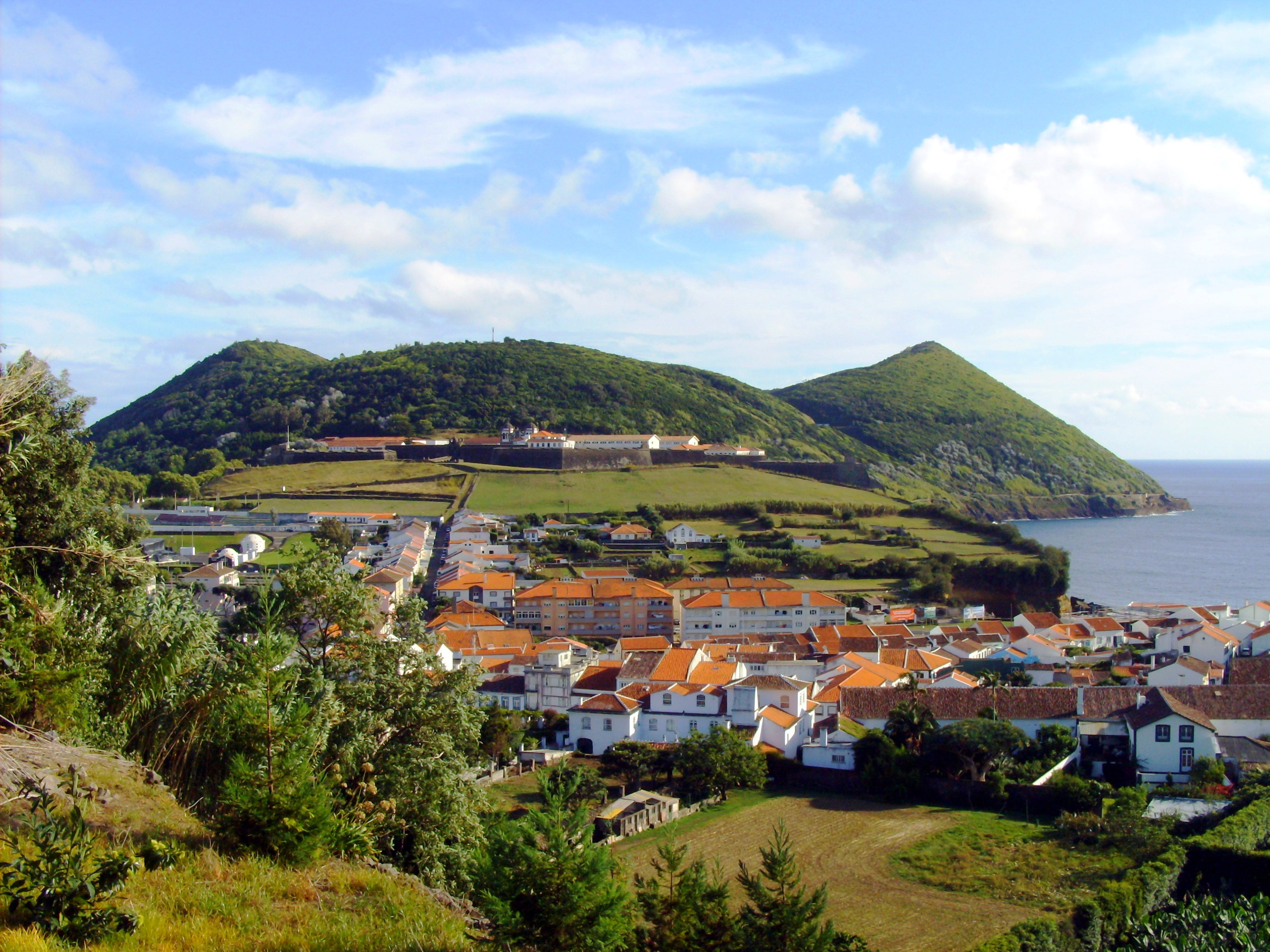
Fortaleza de São João Baptista: vista do istmo do Monte Brasil.

- Fortaleza de São João Baptista da Ilha Terceira e Igreja de São João Baptista do Castelo
- Forte da Greta
- Forte da Igreja
- Forte da Má Ferramenta
- Forte da Maré
- Forte da Salga
- Forte das Caninas
- Forte das Cavalas
- Forte das Cinco Ribeiras
- Forte de Santa Catarina das Mós
- Forte de Santo António do Monte Brasil
- Forte de Santo António (Porto Judeu)
- Forte de São Benedito do Monte Brasil
- Forte de São Fernando (Vila de São Sebastião)
- Forte de São Francisco (Angra do Heroísmo)
- Forte de São João ou do Biscoitinho
- Forte de São Sebastião (Angra do Heroísmo) - Conceição
- Forte de São Sebastião
- Forte do Açougue
- Forte do Negrito
- Forte do Terreiro
- Forte do Zimbreiro
- Forte Grande de São Mateus da Calheta
- Reducto da Salga
- Reduto dos Dois Paus
- Reduto dos Três Paus

## Arquitetura religiosa
- Convento da Esperança (Angra do Heroísmo)
- Convento de Nossa Senhora da Conceição (Angra do Heroísmo)
- Convento de Nossa Senhora da Graça (Angra do Heroísmo)
- Convento de São Gonçalo e Igreja anexa - Sé
- Convento de São Francisco (Angra do Heroísmo) e Igreja de Nossa Senhora da Guia - Sé
- Convento e Igreja de Santo António dos Capuchos - São Bento
- Capela de Nossa Senhora das Mercês - Quinta das Mercês, São Mateus da Calheta
- Ermida de Nossa Senhora do Mato (Porto Judeu) - Cinco Picos (Família de Barcelos Bettencourt)
- Ermida da Boa Nova (Angra do Heroísmo) - Sé
- Ermida de Nossa Senhora dos Remédios (Angra do Heroísmo)
- Ermida do Cruzeiro - Conceição
- Ermida de Santo Espírito - Sé
- Ermida de São Sebastião (Angra do Heroísmo)
- Igreja da Misericórdia (Angra do Heroísmo) - Sé
- Igreja, claustro e sacristia do Convento das Concepcionistas - Conceição
- Igreja de Nossa Senhora da Conceição (Angra do Heroísmo)
- Igreja de Nossa Senhora do Carmo (Angra do Heroísmo)
- Igreja Matriz de São Sebastião - São Sebastião
- Igreja Velha de São Mateus da Calheta
- Sé Catedral de Angra do Heroísmo - Sé